# Macrosiphoniella linariae
Macrosiphoniella linariae är en insektsart som först beskrevs av Koch 1855.  Macrosiphoniella linariae ingår i släktet Macrosiphoniella och familjen långrörsbladlöss. Inga underarter finns listade i Catalogue of Life.